# Jyväskylä
Jyväskylä [ˈjyvæsˌkylæ] ist eine Universitäts- und Schulstadt und eine Gemeinde in Mittelfinnland. Mit 145.887 Einwohnern (Stand 31. Dezember 2022) ist sie die siebtgrößte Stadt des Landes. Jyväskylä liegt rund 270 km nördlich von Helsinki am Nordufer des Päijänne-Sees.

## Geschichte
Jyväskylä wurde 1837 gegründet. Seit 1966 ist sie Universitätsstadt. Bis 1997 war Jyväskylä Hauptstadt der Provinz Mittelfinnland, die mit der Verwaltungsreform 1997 in der Provinz Westfinnland aufging. Jyväskylä ist jedoch weiterhin Hauptstadt der nunmehrigen Landschaft Mittelfinnland.
Zum Jahresbeginn 2009 vereinigte die Stadt Jyväskylä sich mit der Landgemeinde Jyväskylä, zugleich erfolgte die Eingemeindung der Gemeinde Korpilahti.

## Bevölkerung
| Jahr      | 1985   | 1990    | 1995    | 2000    | 2005    | 2010    | 2015    |
| Einwohner | 99.993 | 103.921 | 109.657 | 116.519 | 124.205 | 130.816 | 137 368 |

(Stand: jeweils 31. Dezember)
Im Jahr 2004 wohnten in Jyväskylä 2048 Ausländer. Die Arbeitslosigkeit lag im Jahr 2007 bei 12,7 %. Ungefähr ein Viertel der Einwohner sind Studenten.
Durch die 2009 erfolgte Vereinigung der Stadt mit der Landgemeinde Jyväskylä und die Eingemeindung der Gemeinde Korpilahti vergrößerte sich die Fläche Jyväskyläs auf mehr als das Zehnfache. Die Einwohnerzahl stieg auf rund 128.000.

## Sehenswürdigkeiten

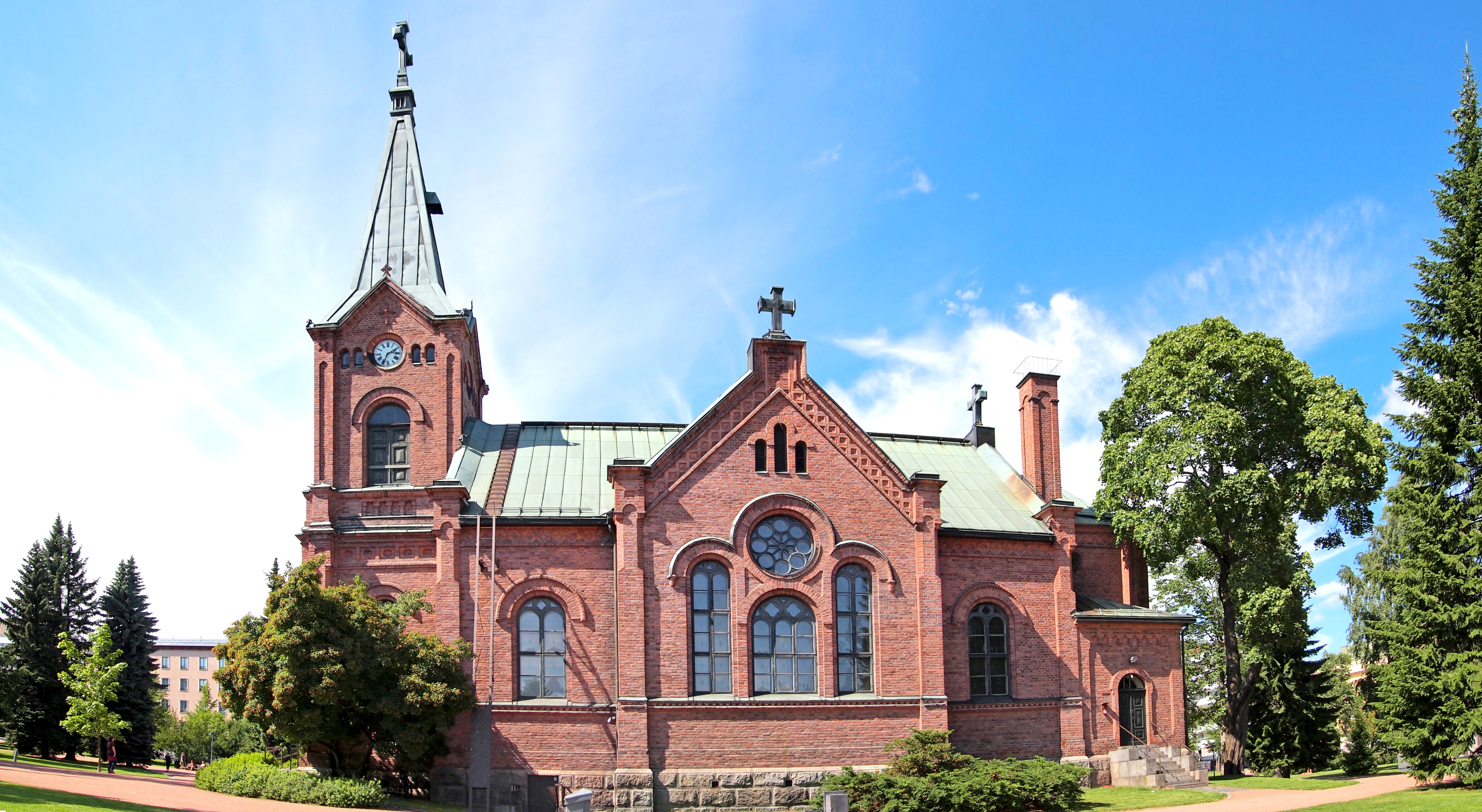
Lutherische Kirche im Stadtpark

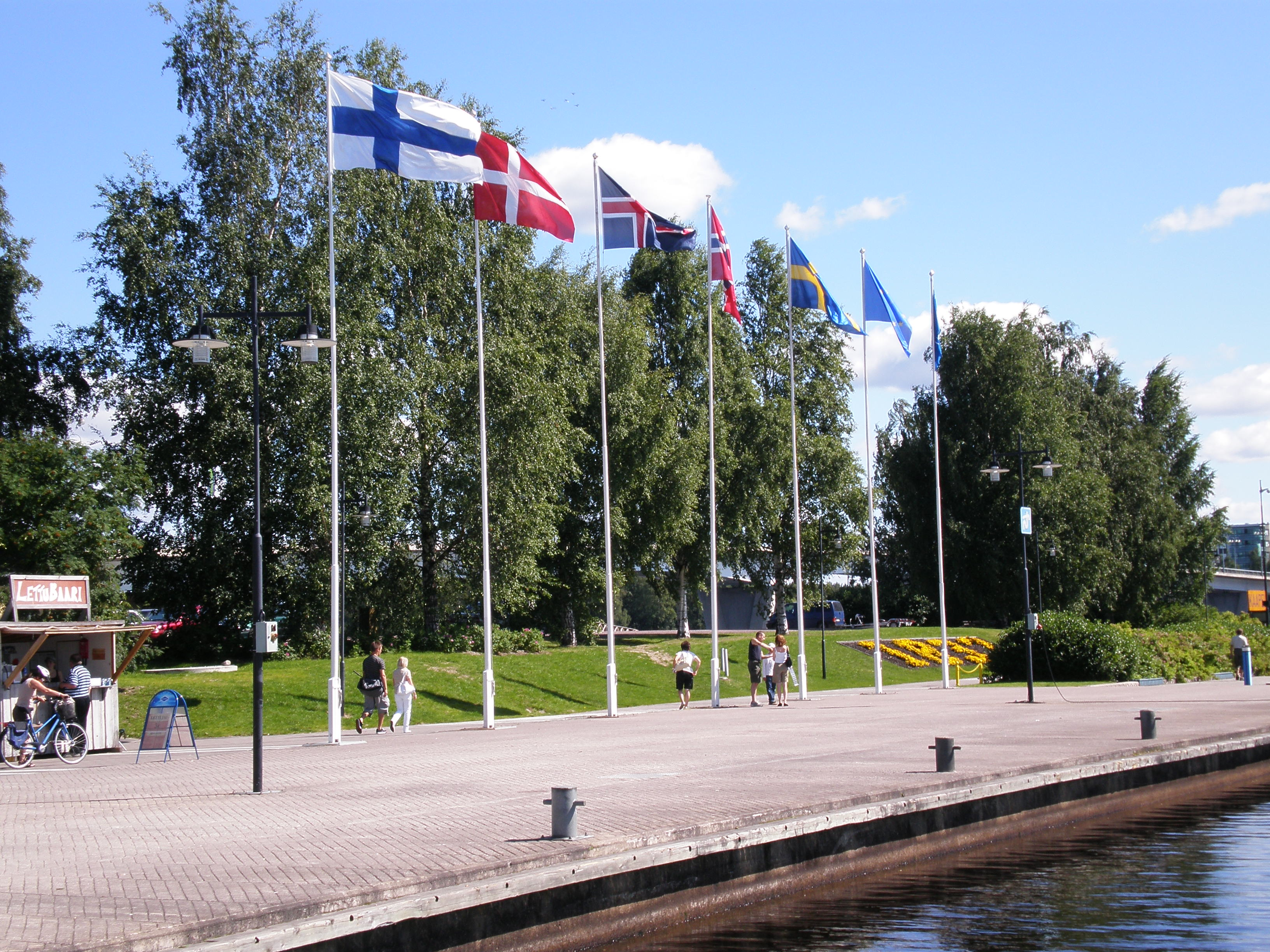
Uferpromenade am Jyväsjärvi

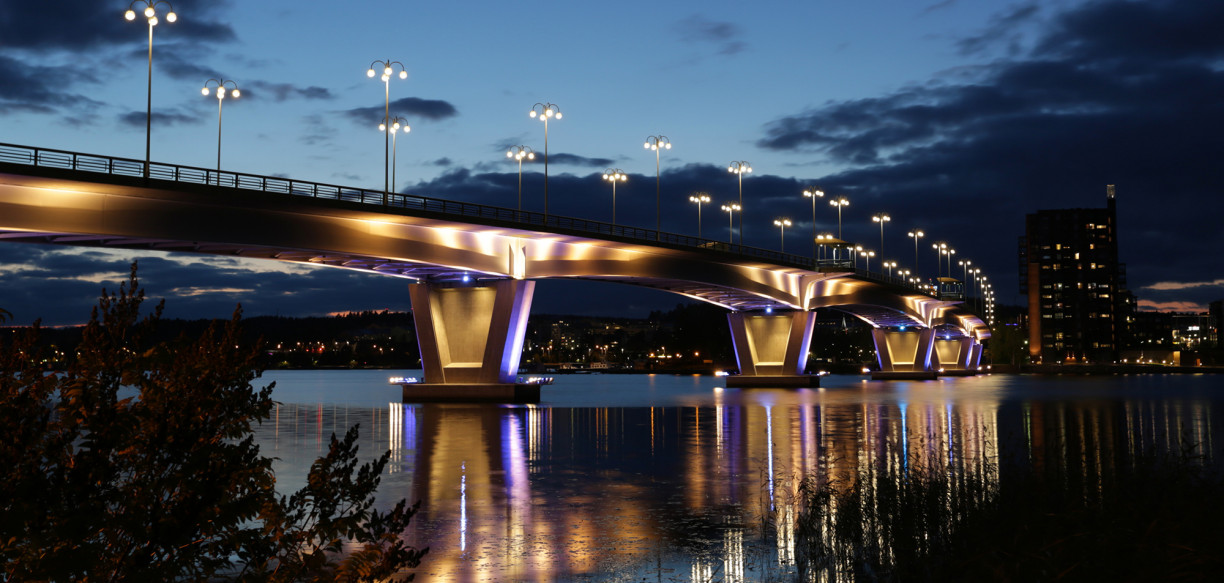
Kuokkalan silta (Kuokkala Brücke) zwischen den Stadtteilen Lutakko und Kuokkala.

Das Bild der Stadt wird durch die Bauten Alvar Aaltos geprägt, der u. a. das Polizeipräsidium, die Universität und das Stadtmuseum entwarf. Seinem Schaffen ist das Alvar-Aalto-Museum gewidmet.
Weitere Sehenswürdigkeiten sind:
- Stadtkirche mit Park
- Hafen mit alten Dampfschiffen und Blick nach Mattilanniemi und Kuokkala
- Harju, ein bewaldeter Höhenzug im Stadtzentrum mit Aussichtsturm und Restaurant
- Laajavuori, Wintersportzentrum
- Universität Jyväskylä
- Kuokkalan silta (Brücke zwischen den Stadtteilen Lutakko und Kuokkala)
- Yliopiston silta (Universitätsbrücke)

Etwas außerhalb liegt das Freilichtmuseum Savutuvan Apaja. Auf den Kiesstraßen rings um Jyväskylä findet jährlich die Rallye Finnland statt (früher 1000-Seen-Rallye, Neste Oil Rally), Teil der Rallye-Weltmeisterschaft (WRC) und praktisch das „Ereignis des Jahres“.
Das Finnische Luftwaffenmuseum befindet sich 18 Kilometer nördlich am Flughafen Jyväskylä im Ort Tikkakoski.
Museen in Jyväskylä:
- Handelsmuseum
- Kunstmuseum
- Museum für Handwerk und Kunstgewerbe
- Museum für Mittelfinnland (Keski-Suomen museo)
- Naturmuseum im alten Wasserturm auf dem Harju
- Alvar-Aalto-Museum

## Stadtgliederung

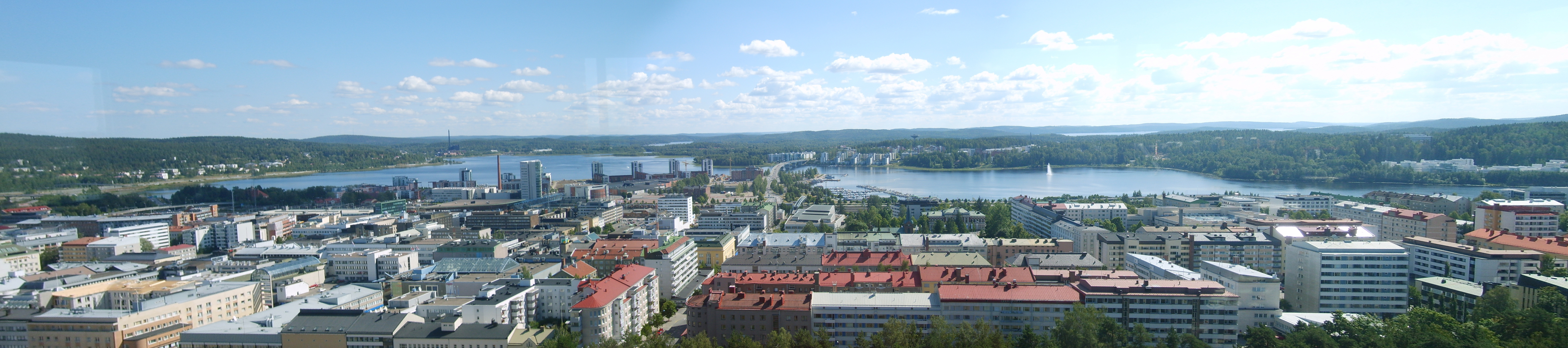
Blick vom Aussichtsturm auf die Innenstadt und den Jyväsjärvi

Stadtgliederung

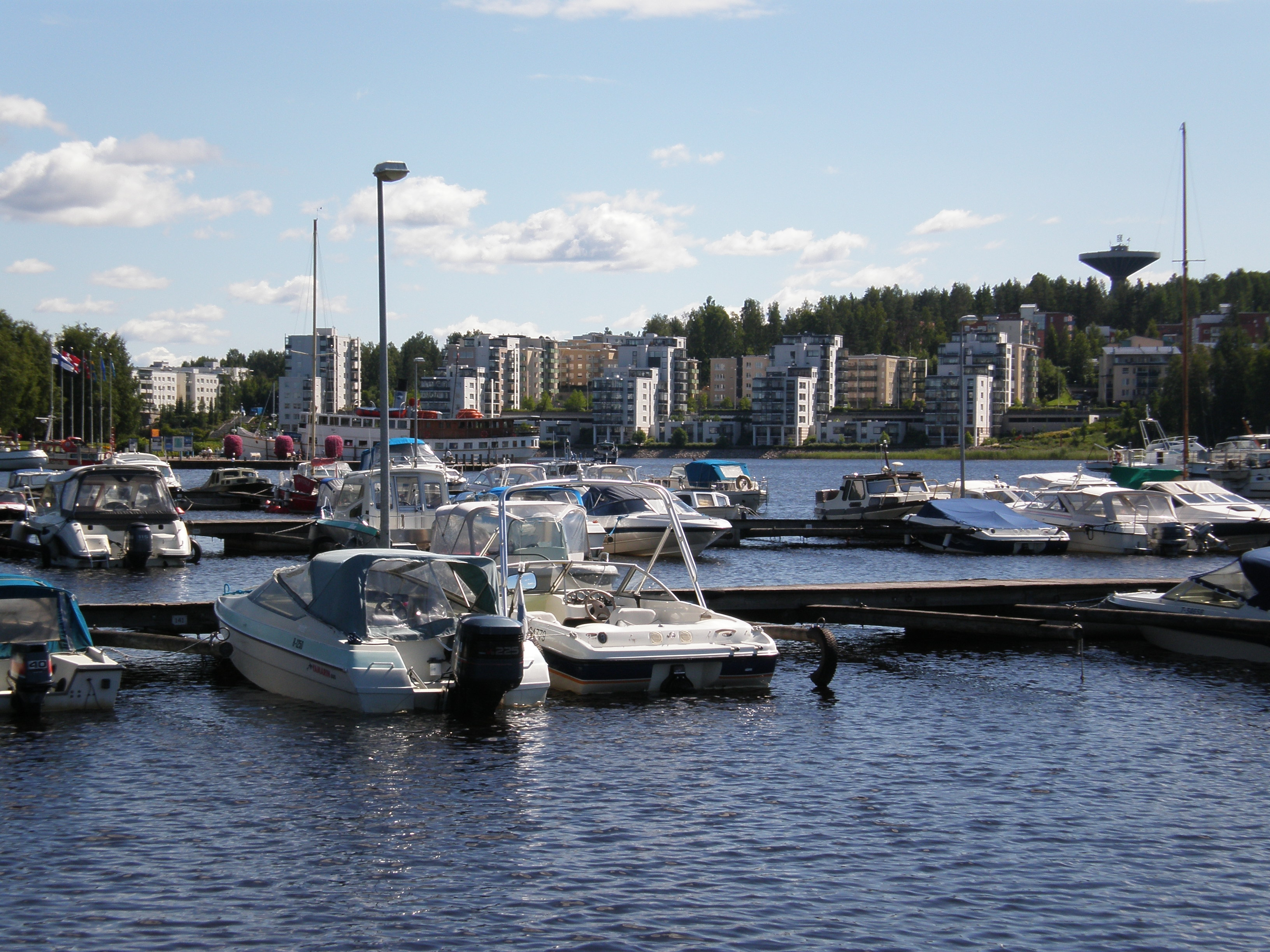
Blick auf den Stadtteil Kuokkala

Das Zentrum von Jyväskylä befindet sich zwischen dem See Jyväsjärvi und dem Höhenzug Harju und besteht aus meist parallelen, zum Ufer hin recht steilen, rechtwinklig angeordneten Straßen mit mehrstöckigen Wohn- und Geschäftshäusern. Die ursprünglichen Holzhäuser wurden in der Regel seit den 1950er Jahren durch Beton- und Steingebäude ersetzt.
Wichtige Stadtbezirke:
- Kuokkala – gegenüber dem Stadtzentrum am südlichen Ufer des Jyväsjärvi. In den 1990er Jahren begann die Erschließung des Gebietes als Wohngebiet mit mehrstöckigen modernen Häusern
- Mäki-Matti – größtenteils Einfamilienhäusern geprägte Gebiet nördlich des Stadtzentrums und Harju
- Kortepohja – vornehmlich Studentensiedlung, nordwestlich, ca. 2 km vom Zentrum
- Kypärämäki – hauptsächlich Einfamilien- und kleine Reihenhäuser, Westrand der Stadt
- Tourula – Wohnungen und Gewerbe im Osten der Stadt am Fluss Tourujoki
- Lohikoski – hauptsächlich Einfamilien- und kleine Reihenhäuser, Halbinsel im Norden der Stadt
- Nenäinniemi – Neubaugebiet, hauptsächlich Einfamilien- und kleine Reihenhäuser, Halbinsel im Süden der Stadt am See Päijänne
- Ylistönmäki – Wohn- und Industriegebiet an einem naturgeschützten Berg im Süden der Stadt
- Keltinmäki – Plattenbausiedlung am Stadtrand, Südwesten
- Myllyjärvi – größtenteils Einfamilienhäuser und Studentenwohnheime am Stadtrand, Südwesten
- Huhtasuo – Plattenbausiedlung am Stadtrand, Osten
- Keljonkangas – vor allem Gewerbegebiet, im Südwesten
- Seppälä – vor allem Gewerbegebiet, im Osten
- Säynätsalo – auf der gleichnamigen Insel im Päijänne-See gelegener Stadtteil

## Wirtschaft

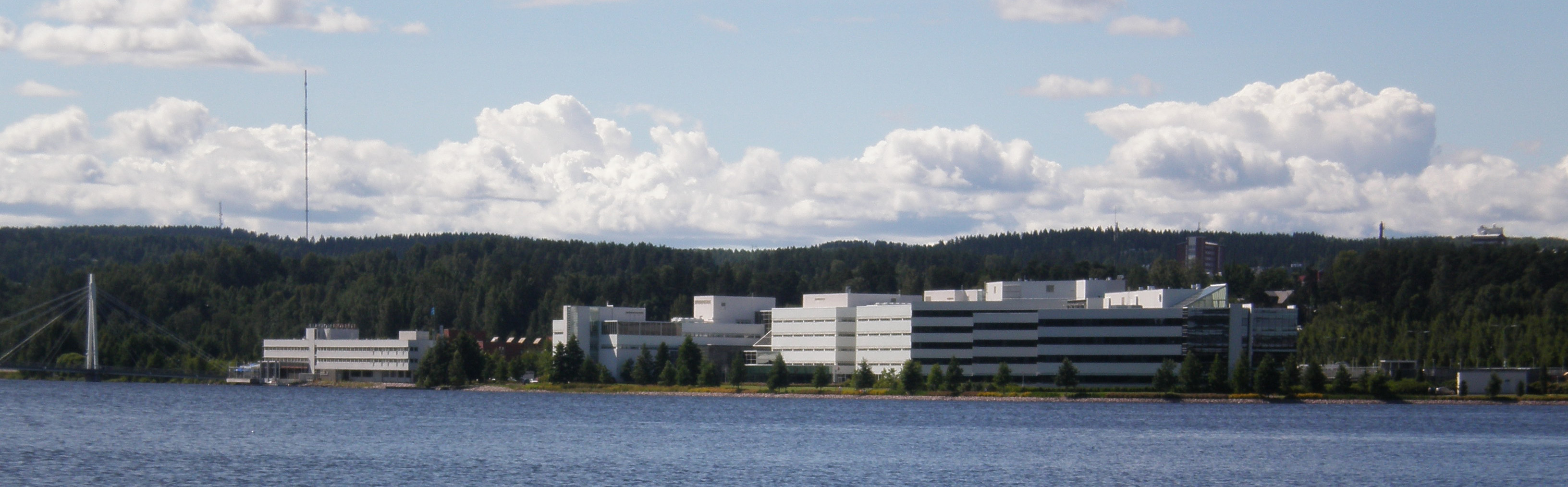
Universität Jyväskylä

Die Stadt ist ein bedeutendes Industriezentrum. Sie ist Standort der Papier-, Holz- und Metallindustrie. Auch eine Fabrik der populären Süßigkeitenfirma Panda ist vor den Toren der Stadt angesiedelt.
Die wichtigsten Arbeitgeber sind (12/2007):
- Stadt Jyväskylä 4788
- Mittelfinnischer Krankenpflegekreis (K-S:n sairaanhoitopiirin ky) 2680
- Universität Jyväskylä 2400
- Metso Oyj Jyväskylä units 2300
- Keskimaa Osk (Handel) 1050
- Berufsfachschule Jyväskylä 750
- Fachhochschule Jyväskylä 690

## Politik
- VAS: 7
- SDP: 13
- VIHR: 12
- KESK: 9
- KOK: 13
- KD: 4
- PS: 9

Die Sozialdemokraten konnten 2021 mit 13 der 67 Abgeordneten im Stadtrat von Jyväskylä wieder stärkste politische Kraft werden, dicht gefolgt von der konservativ-liberalen Nationalen Sammlungspartei mit ebenfalls 13 Sitzen. Die Grünen Finnlands haben gegenüber 2017 zwei Sitze verloren. Die Zentrumspartei verlor zwei Sitze und hat noch neun Sitze, ebenso viele wie die Wahren Finnen, die sich um vier Sitze verbessern konnten. Das Linksbündnis ist wie zuvor mit sieben und die Christdemokraten wie bisher mit vier Mandaten vertreten. Die finnische Piratenpartei und die Kommunistische Partei Finnlands gingen bei der Wahl 2017 leer aus.
| Partei                          | 2012     | 2012  | 2017     | 2017  |          | 2021  | 2021 |
| ------------------------------- | -------- | ----- | -------- | ----- | -------- | ----- | ---- |
| Partei                          | Ergebnis | Sitze | Ergebnis | Sitze | Ergebnis | Sitze |      |
| Sozialdemokraten (SDP)          | 24,1 %   | 17    | 19,3 %   | 13    | 19,1 %   | 13    |      |
| Nationale Sammlungspartei (KOK) | 18,6 %   | 13    | 17,4 %   | 12    | 18,3 %   | 13    |      |
| Grüner Bund                     | 11,1 %   | 07    | 19,9 %   | 14    | 17,4 %   | 12    |      |
| Zentrumspartei (KESK)           | 17,0 %   | 11    | 15,9 %   | 11    | 13,6 %   | 9     |      |
| Wahre Finnen (PS)               | 11,6 %   | 08    | 08,1 %   | 05    | 12,9 %   | 9     |      |
| Linksbündnis (VAS)              | 09,2 %   | 06    | 10,1 %   | 07    | 9,8 %    | 7     |      |
| Finnische Christdemokraten      | 05,7 %   | 04    | 06,4 %   | 04    | 5,7 %    | 4     |      |
| Kommunistische Partei           | 01,7 %   | 01    | 01,2 %   | 0     | 0,7 %    | 0     |      |
| Übrige                          | 00,2 %   | 0     | 00,3 %   | 0     | 2,6 %    | 0     |      |

Bürgermeister ist seit 1. Mai 2015 Timo Koivisto (Sozialdemokraten). Er löste  Markku Andersson ab, der seit September 2004 Stadtoberhaupt gewesen war.

## Städtepartnerschaften
Jyväskylä listet folgende 13 Städte auf, mit denen Partnerschaft geschlossen oder eine Kooperation vereinbart wurde:
| Stadt          | Land                              | seit | Typ          |
| -------------- | --------------------------------- | ---- | ------------ |
| Debrecen       | Nördliche Große Tiefebene, Ungarn | 1970 | Partnerstadt |
| Esbjerg        | Syddanmark, Dänemark              | 1947 | Partnerstadt |
| Eskilstuna     | Södermanland, Schweden            | 1947 | Partnerstadt |
| Fjarðabyggð    | Austurland, Island                | 1958 | Partnerstadt |
| Jaroslawl      | Russland                          | 1966 | Partnerstadt |
| Jining         | Shandong, Volksrepublik China     | 2018 | Kooperation  |
| Kunming        | Yunnan, Volksrepublik China       | 2005 | Kooperation  |
| Mudanjiang     | Heilongjiang, Volksrepublik China | 1988 | Partnerstadt |
| Niiza          | Saitama, Japan                    | 1997 | Partnerstadt |
| Potsdam        | Brandenburg, Deutschland          | 1985 | Partnerstadt |
| Posen          | Großpolen, Polen                  | 1974 | Partnerstadt |
| Stavanger      | Rogaland, Norwegen                | 1947 | Partnerstadt |
| Gemeinde Tartu | Tartumaa, Estland                 | 1991 | Partnerstadt |

## Söhne und Töchter der Stadt
- Rudolf Holsti (1881–1945), finnischer Soziologe und Politiker; Außenminister (1919–1922, 1936–1938)
- Urho Castrén (1886–1965), Politiker und Ministerpräsident
- Ilmari Hannikainen (1892–1955), Komponist
- Onni Peltonen (1894–1969), sozialdemokratischer Politiker, geboren in der Landgemeinde Jyväskylä, gestorben in Jyväskylä
- Onni Hiltunen (1895–1971), sozialdemokratischer Politiker
- Väinö Hannikainen (1900–1960), Komponist
- Erkki Raatikainen (1930–2011), sozialdemokratischer Politiker
- Eino Oksanen (1931–2022), Langstreckenläufer
- Päiviö Tommila (1931–2022), Historiker
- Paavo Rantanen (* 1934), Diplomat
- Jouko Launonen (* 1939), Eisschnellläufer
- Matti Vanhanen (* 1955), Politiker und Ministerpräsident Finnlands
- Henri Toivonen (1956–1986), Rallyefahrer
- Matti Nykänen (1963–2019), Skispringer
- Tommi Mäkinen (* 1964), vierfacher Rallye-Weltmeister, geboren in der Landgemeinde Jyväskylä
- Auli Mantila (* 1964), Filmregisseurin, Drehbuchautorin und Schriftstellerin
- Jukka Hiltunen (* 1965), Schauspieler
- Harri Rovanperä (* 1966), Rallyefahrer
- Hannu-Pekka Björkman (* 1969), Schauspieler
- Pälvi Pulli (* 1971), Chefin Sicherheitspolitik im Schweizer Verteidigungsministerium
- Jani Soininen (* 1972), ehemaliger Skispringer
- Samuli Mikkonen (* 1973), Jazzpianist und -komponist
- Riikka Sallinen (* 1973), Eishockey-, Bandy-, Rinkbandy- und Pesäpallospielerin
- Markus Hätinen (* 1974), Eishockeyspieler
- Risto Jussilainen (* 1975), Skispringer
- Esa Onttonen (* 1975), Jazz- und Fusionmusiker
- Laura Voutilainen (* 1975), Popsängerin
- Olli Happonen (* 1976), Skispringer
- Jyrki Välivaara (* 1976), Eishockeyspieler
- Mika Kohonen (* 1977), Floorballspieler
- Sofi Oksanen (* 1977), Schriftstellerin
- Oras Tynkkynen (* 1977), Politiker
- Jere Hård (* 1978), Schwimmer
- Antti Kuisma (* 1978), Nordischer Kombinierer
- Samppa Lajunen (* 1979), Nordischer Kombinierer
- Kati Fors (* 1979), Schlagersängerin, Tangokönigin 2005
- Ismo Leikola (* 1979), Standup-Komiker
- Ari Ahonen (* 1981), Eishockeytorwart
- Olavi Louhivuori (* 1981), Jazzmusiker
- Ilona Ruotsalainen (* 1981), Snowboarderin
- Josefiina Kilpinen (* 1982), Freestyle-Skierin
- Veijo Viinikka (* 1982), Dartspieler
- Aili Ikonen (* 1982), Jazzsängerin
- Jori Huhtala (* 1984), Jazzmusiker
- Arttu Kiramo (* 1990), Freestyle-Skier
- Sami Vatanen (* 1991), Eishockeyspieler
- Minka Vekkeli (* 1992), Fußballschiedsrichterin
- Olli Määttä (* 1994), Eishockeyspieler
- Joni Mustonen (* 1994), Biathlet und Skilangläufer
- Julius Honka (* 1995), Eishockeyspieler
- Sanni Hakala (* 1997), Eishockeyspielerin
- Eetu Meriläinen (* 1997), Skispringer
- Heidi Salminen (* 2003), Hürdenläuferin

## Klimatabelle
|                       | Jan   | Feb   | Mär  | Apr  | Mai  | Jun  | Jul  | Aug  | Sep  | Okt | Nov  | Dez   |   |      |
| Mittl. Tagesmax. (°C) | −6,8  | −5,9  | −0,3 | 5,7  | 14,3 | 19,5 | 20,8 | 18,2 | 12,1 | 6,2 | 0,1  | −4,2  | ⌀ | 6,7  |
| Mittl. Tagesmin. (°C) | −14,0 | −13,8 | −9,5 | −3,3 | 2,6  | 7,9  | 10,1 | 8,8  | 4,4  | 0,4 | −4,9 | −10,8 | ⌀ | −1,8 |
|                       |       |       |      |      |      |      |      |      |      |     |      |       |   |      |
| Niederschlag (mm)     | 43    | 30    | 35   | 37   | 41   | 56   | 78   | 91   | 67   | 56  | 59   | 47    | Σ | 640  |
|                       |       |       |      |      |      |      |      |      |      |     |      |       |   |      |
| Sonnenstunden (h/d)   | 0,8   | 2,5   | 4,1  | 5,8  | 8,1  | 9,0  | 8,3  | 6,4  | 3,8  | 2,3 | 0,8  | 0,5   | ⌀ | 4,4  |
|                       |       |       |      |      |      |      |      |      |      |     |      |       |   |      |
| Regentage (d)         | 11    | 8     | 9    | 8    | 8    | 9    | 11   | 12   | 11   | 11  | 12   | 11    | Σ | 121  |
|                       |       |       |      |      |      |      |      |      |      |     |      |       |   |      |
| Luftfeuchtigkeit (%)  | 88    | 87    | 81   | 73   | 65   | 65   | 72   | 80   | 85   | 87  | 91   | 89    | ⌀ | 80,2 |

| −14,0 |

| −13,8 |

| −9,5 |

| −3,3 |

| 2,6 |

| 7,9 |

| 10,1 |

| 8,8 |

| 4,4 |

| 0,4 |

| −4,9 |

| −10,8 |

| −14,0 |

| −13,8 |

| −9,5 |

| −3,3 |

| 2,6 |

| 7,9 |

| 10,1 |

| 8,8 |

| 4,4 |

| 0,4 |

| −4,9 |

| −10,8 |